# Кильман, Марина
Марина Кильман (нем. Marina Kielmann; род. 31 января 1968 года в Дортмунде, ФРГ) — немецкая фигуристка, выступавшая в одиночном разряде. Трёхкратная чемпионка Германии, неоднократный призёр чемпионатов Европы.

## Карьера
С 4 лет начала тренироваться в клубе TSC Eintracht Dortmund, позднее перешла в клуб ERC Westfalen Dortmund. Тренировала её мать — Хайди Кильманн. Также занимался фигурным катанием её брат Свен. После 2-го места на юниорском чемпионате ФРГ 1979 года в паре с Оливером Дорендалем была второй и на взрослом чемпионате ФРГ. Затем Кильман перешла в одиночное катание и после 2-го места на чемпионате ФРГ попала в сборную страны. Первый успех пришёл на чемпионате Европы в Ленинграде в 1990 году. Наибольшего успеха добилась в 1992 году на чемпионате Европы. В дальнейшем карьера Кильманн пошла на спад. В 1994 году на чемпионате Европы она была 9-й, уступив К. Витт и не попала на Олимпиаду-94. После 13-го места на чемпионате мира-1995 покинула любительский спорт и участвовала в шоу «Холидей он айс».
Каталась в спортивном, атлетичном стиле, владела пятью тройными прыжками, уникальным каскадом из шести прыжков: двойной аксель — риттбергер — риттбергер — двойной риттбергер — риттбергер — двойной риттбергер.
С 2005 года стала тренером, получив лицензию Немецкого союза конькобежцев. Занимается общественной деятельностью.

## Результаты
| Соревнования               | 1987—88 | 1988—89 | 1989—90 | 1990—91 | 1991—92 | 1992—93 | 1993—94 | 1994—95 |
| -------------------------- | ------- | ------- | ------- | ------- | ------- | ------- | ------- | ------- |
| Зимние Олимпийские игры    | 10      |         |         |         | 10      |         |         |         |
| Чемпионаты мира            | 12      |         | 10      | 8       | 12      | 6       | 4       | 13      |
| Чемпионаты Европы          | 9       |         | 3       | 3       | 2       | 3       | 9       | 6       |
| Чемпионаты Германии        | 2       | 3       | 2       | 1       | 1       | 1       | 3       | 2       |
| Skate Canada International |         |         |         |         | 2       |         |         |         |
| NHK Trophy                 |         | 3       |         | 7       |         |         |         |         |
| Nations Cup                |         |         | 2       |         | 2       | 3       | 5       | 1       |
| Nebelhorn Trophy           |         |         |         | 2       | 2       |         |         |         |
| Зимняя Универсиада         |         | 1       |         |         |         |         |         |         |